# Микулин (Томашівський повіт)
Микулин (пол. Mikulin, Мікулін) — село в Польщі, у гміні Тишівці Томашівського повіту Люблінського воєводства. Населення — 188 осіб (2011).

## Назва
Назва села походить від руського імені Микула.

## Історія
1578 року вперше згадується православна церква в селі.
За даними етнографічної експедиції 1869—1870 років під керівництвом Павла Чубинського, у селі здебільшого проживали греко-католики, усе населення розмовляло українською мовою.
23 червня 1938 року польська влада в рамках великої акції руйнування українських храмів на Холмщині і Підляшші знищила місцеву православну церкву.
За німецької окупації 1939—1944 років у селі діяла українська школа. 1944 року польські шовіністи вбили в селі 4 українців.
У 1975—1998 роках село належало до Замойського воєводства.

## Населення
Демографічна структура станом на 31 березня 2011 року:
|          | Загалом | Допрацездатний вік | Працездатний вік | Постпрацездатний вік |
| -------- | ------- | ------------------ | ---------------- | -------------------- |
| Чоловіки | 92      | 19                 | 56               | 17                   |
| Жінки    | 96      | 15                 | 50               | 31                   |
| Разом    | 188     | 34                 | 106              | 48                   |